# Matthias Joseph Mehs
Matthias Joseph Mehs (* 12. Oktober 1893 in Wittlich; † 7. April 1976 ebenda), genannt „Mehse Matti“, war ein deutscher Politiker (Zentrum, später CDU), Bürgermeister von Wittlich, Gastwirt und Heimatschriftsteller.

## Leben
Mehs gehörte in der Weimarer Republik der Zentrumspartei an und vertrat diese von 1929 bis 1933 im Stadtparlament von Wittlich. Auch Fraktionsvorsitzender seiner Partei war er in dieser Zeit. Als solcher verhinderte Mehs im Jahre 1933 durch seine listige Hinhaltetaktik, dass Adolf Hitler Ehrenbürger von Wittlich wurde. Als von der NSDAP in der Stadtverordnetenversammlung der Antrag auf Verleihung der Ehrenbürgerschaft gestellt wurde, schlug Mehs die Einsetzung eines Ausschusses vor, der die Verdienste Adolf Hitlers für die Stadt untersuchen sollte. Da die in den neuen Ausschuss gewählten Mitglieder der NSDAP den Sitzungen fernblieben, kam es zu keinem Vorschlag an die Stadtverordnetenversammlung. So wurde der Antrag, Hitler zum Ehrenbürger von Wittlich zu ernennen, nie abschließend behandelt.
Eine interessante Quelle für das Leben in Wittlich während des Dritten Reiches sind seine Tagebücher, in denen er genaue Beobachtungen festhielt. Nach der Machtübernahme der Nazis musste Mehs das Stadtparlament verlassen und gründete eine Gaststätte. Sie wurde schnell beliebt in Wittlich. Nach den stetig weiter zunehmenden Ausgrenzungen und Pogromen gegen die Juden war die Gaststätte von Mehs die einzige in Wittlich, in die Juden noch kommen durften. Dies erhielt er solange aufrecht, wie es möglich war. Anfang 1945 wurde Mehs noch verhört zusammen mit anderen ehemaligen Zentrumspolitikern. Mehs Tagebuch von 1933 bis 1945 spielt eine Rolle in allen 4 Folgen der ARD-Dokumentation Hitlers Volk – Ein Deutsches Tagebuch.
1945 gründete Mehs die CDU in Stadt und Kreis Wittlich, von 1946 bis 1953 war er ehrenamtlicher Bürgermeister der Stadt und Mitglied des Kreistages. 1953 bis 1957 amtierte er als Beigeordneter der Stadt Wittlich.
Mehs gehörte dem Deutschen Bundestag in dessen erster Legislaturperiode an. Er vertrat den Wahlkreis Bitburg im Parlament.
In seiner Amtszeit als Bürgermeister rief er 1950 die Wittlicher Säubrennerkirmes ins Leben.
Ihm wurde im Jahre 1966 die Ehrenbürgerschaft der Stadt Wittlich verliehen. M. J. Mehs besaß eine umfangreiche Bibliothek mit teilweise sehr seltener Literatur zu Wittlich und der Region, die er der Stadt vermachte und die noch heute dort vorhanden ist.

## Werke
- Wittlicher Lesebuch. Gesammelte Schriften. Wittlich: Stadtverwaltung, 1993
- Tagebücher. November 1929 bis September 1946. Hrsg. v. Günter Wein und Franziska Wein, Trier 2011 (Kliomedia).